# Сусуманзолото
Сусума́нзо́лото — российская золотодобывающая компания. В рейтинге ведущих золотодобывающих компаний России на 2019-й год занимает 11-е место. Штаб-квартира расположена в Магадане, дополнительный офис — в Сусумане. Полное наименование — Сусуманский горно-обогатительный комбинат «Сусуманзолото».

## История
1 сентября 1938 года приказом начальника Главного Управления строительства Дальнего Севера НКВД СССР на базе приисков «Мальдяк», «Стахановец» (организован 1 февраля 1938 года) и «Ударник» создано Западное горнопромышленное управление (ЗГПУ). Позднее организованы прииски «Линковый», «Чай-Урья», «Куранах», «Контрандья». В 1938—1939 годах в результате детальной разведки выявлены крупные месторождения, на базе которых организован рудник «Куранах-Сала», прииски «Большевик», «Фролыч», имени Чкалова, «Светлый», «Челбанья», «Комсомолец». В 1940 году в ЗГПУ добычу золота вели 15 приисков.
В 1945 году на территории Сусуманского района золотодобычу вели 20 приисков. В 1957 году ЗГПУ ликвидируется, прииски введены в подчинение отраслевого горнопромышленного управления магаданского совнархоза. В 1960 году организуется Сусуманское горнопромышленное управление, объединившее все прииски на территории Сусуманского района. С 1 января 1970 года Сусуманское ГПУ реорганизовано в Сусуманский горно-обогатительный комбинат.
В 1971 году указом Президиума Верховного Совета СССР за досрочное выполнение заданий пятилетнего плана по добыче золота, внедрение новой техники и совершенствование организации производства Сусуманский ГОК награждён орденом Октябрьской Революции.
В 1977 году комбинат разделён на два самостоятельных предприятия: Сусуманский и Берелехский горно-обогатительные комбинаты.
ПАО «Сусуманзолото» зарегистрировано 21 июня 1994 года постановлением главы администрации Сусуманского района № 275. Правопреемник Сусуманского ГОКа. Является владельцем 61 лицензии на право пользования недрами и осуществляет эксплуатацию россыпных и рудного месторождений золота на территориях Сусуманского, Тенькинского, Хасынского и Ягоднинского районов Магаданской области.
Наибольшее количество металла добывает из россыпных месторождений открытым способом.
По данным Союза золотопромышленников России, в 2018 году «Сусуманзолото» произвело 5,95 тонны золота, что на 10,8 % больше, чем годом ранее.
По итогам 2019 года «Сусуманзолото» добыло 5360,6 кг золота — 11,6 % от общей добычи золота в Магаданской области.
По итогам 2021 года «Сусуманзолото» добыло 6673,7 кг золота.
В 2022 году «Уральская горно-металлургическая компания» (УГМК) выкупила золотодобывающую компанию «Сусуманзолото». В состав УГМК вошли АО «Сусуманзолото», а также его дочерние и структурные подразделения.

## Собственники
Бывший владелец и председатель совета директоров «Сусуманзолота» — Владимир Христов, умерший в 2020 году. Его доля составляла порядка 65 %, ещё 22,2 % принадлежит жене Любови Герасимовой: её доля оценивается в $225 млн.